# Zinaida Turchyna
Zinaida Mykhailivna Turchyna (de soltera Zinaida Stolitenjo, Kiev, 17 de mayo de 1946) es una exbalonmanista ucraniana que brilló con el Spartak Kiev y la selección de la URSS: bicampeona olímpica (1976 y 1980) y doble campeona mundial (1982 y 1986). En 2000 fue elegida por la IHF como la «mejor jugadora del siglo XX».

## Trayectoria
Figura icónica del Spartak Kiev, Turchyna dominó el balonmano europeo entre los años 70 y finales de los 80: con su club conquistó un récord de 13 Copas de Europa y encadenó 20 Ligas soviéticas consecutivas (1969-1988). Se retiró como jugadora en 1988 y, tras el fallecimiento de su marido y entrenador Ígor Turchin (1993), asumió los banquillos de Spartak y de la selección ucraniana antes de pasar a la gestión del club, del que es presidenta desde 1993.

### Clubes
Formada y debutante en el Spartak con solo 16 años, nunca cambió de camiseta: lideró a las kievitas hacia el dominio en la URSS y en Europa, sumando 13 Copas de Europa (1970–1988), 20 campeonatos soviéticos consecutivos (1969–1988) y 13 Copas soviéticas, una hegemonía inédita en el balonmano femenino del siglo XX.

### Trayectoria de clubes
1962 - 1988:  Spartak Kiev.

### Selección
Internacional absoluta con la URSS desde 1965 hasta 1988, disputó más de 500 partidos y fue una pieza capital en tres podios olímpicos (oros en 1976 y 1980; bronce en 1988), además de cinco medallas mundialistas (oros en 1982 y 1986; platas en 1975 y 1978; bronce en 1973).

## Premios y títulos

### Con la selección
- 2 x Medalla de oro en los Juegos Olímpicos (1976, 1980).[1]
- 1 x Medalla de bronce en los Juegos Olímpicos (1988)
- 2 x Medalla de oro en los Campeonatos del Mundo (1982, 1986).[1]
- 2 x Medalla de plata en los Juegos Olímpicos (1975, 1978)
- 1 x Medalla de bronce en los Juegos Olímpicos (1973)

### Con sus clubes
- 13 x Copa de Europa de Balonmano Femenino (1970, 1971, 1972, 1973, 1975, 1977, 1979, 1981, 1983, 1985, 1986, 1987, 1988).[3][4]
- 20 x Liga de balonmano de la Unión Soviética femenina (1969, 1970, 1971, 1972, 1973, 1974, 1975, 1976, 1977, 1978, 1979, 1980, 1981, 1982, 1983, 1984, 1985, 1986, 1987, 1988).[1]

### Condecoraciones y premios

##### URSS
- Orden de la Bandera Roja del Trabajo
- Orden de la Insignia de Honor
- Orden de la Amistad de los Pueblos

##### Ucrania
- Orden de Olga Knyagina: grados I, II y III
- Orden al Mérito: grado III.[5][6]

## Vida personal
Estudió en el Instituto Pedagógico de Kamianets-Podilski (graduada en 1972). Se casó en 1965 con el entrenador Ígor Turchin, con quien tuvo dos hijos: Natalia (1971), también balonmanista del Spartak Kiev, y Mijaíl (1983), que se dedicó al baloncesto. Tras 1993 ejerció como entrenadora de Spartak Kiev y de la selección ucraniana (1994–1996) y, desde 1993, es presidenta del club.